# Vaux-Lavalette

Vaux-Lavalette este o comună în departamentul Charente, Franța. În 1 ianuarie 2022 avea o populație de 79 de locuitori.